# Statens Industriverk
Statens Industriverk (SIND) var ett statligt verk under Industridepartementet fram till 1991, då SIND, Statens energiverk (STEV) och Styrelsen för teknisk utveckling (STU) slogs samman till Närings- och teknikutvecklingsverket (NUTEK). Grunden till ämbetsverket var Kommerskollegiums industri, mineral- och energibyråer samt från årsskiftet 1974/75 verksuppgifterna för Statens institut för företagsutveckling. Från den 1 juli 1983 var det även ansvarigt ämbetsverk för den regionala företagsutvecklingen.

## Generaldirektörer och chefer
- 1973–1983: Eric Pettersson
- 1983–1985: Bengt Åke Berg
- 1985–1991: Nore Sundberg